# Nectandra maynensis
Nectandra maynensis är en lagerväxtart som beskrevs av Carl Christian Mez. Nectandra maynensis ingår i släktet Nectandra och familjen lagerväxter. Inga underarter finns listade i Catalogue of Life.